# Colan Conhué
Colan Conhué es una localidad argentina del oeste de la provincia del Chubut, dentro del Departamento Languiñeo. Se accede a través de la Ruta Nacional 25.

## Toponimia
El significado del nombre de esta localidad es "lugar donde comienzan las aguas estancadas" en idioma mapuche. 

## Historia
Uno de los tantos pobladores originarios de este sector fue Mariano Epulef, quien tras las campañas del General Julio Argentino Roca decidió llevar desde Neuquén a 28 familias para radicarlas en esa zona. Viajó a Buenos Aires el año 1923 para obtener un título de tierras, alojándose en el Hotel de Inmigrantes. Robert Lehmann-Nitsche, antropólogo del Museo de La Plata, lo entrevistó para conocer algunos detalles de la astronomía mapuche. Epulef, quien sabía bastante sobre asuntos del cielo, le comunicó que las constelaciones destacadas son: Leufü (Río del Cielo, Vía Láctea); Weluwitraw (estrellas que se tiran mutuamente, las Tres Marías); Ngaw (Estrellas Amontonadas, las Cabrillas); Luan (Guanaco, en la cola de Escorpión); Pünonchoike (Huella del Avestruz, la Cruz del Sur); Rünanko (Pozos de Agua, las Nubes de Magallanes); Wüñellfe (estrella que atrae el amanecer, el Lucero matutino); y Lükai (Boleadoras, alfa y beta de Centauro).[cita requerida]
Posteriormente, con la llegada de colonos, se registra que a esta localidad llega Agustín Pujol, un comerciante que instaló un negocio de ramos generales en el año 1916. Con el tiempo se fueron instalando otros negocios ya que este lugar era una zona de paso obligado para muchos ganaderos y la traza de la ruta nacional N.º 25, que comunicaba la costa con la Cordillera de los Andes, pasaba Colan Conhué. Además se comenzó a instalar instituciones públicas como un juzgado de paz, un destacamento policía, una escuela y un puesto sanitario.
A su vez, en el año 1982 es donado el edificio donde funciona actualmente la escuela provincial N.º 79. Se trata de una escuela que posee el régimen de internado para niños alojados de distintos parajes de los alrededores. También asisten alumnos de la comuna rural. 

### Declaración de Comuna Rural
En el año 1985 se crea por Decreto provincial la Comuna Rural de Colan Conhué, comenzando a actuar la Primera Junta Vecinal a cargo de la misma. Este hecho le otorgó al poblado un fuerte impulso, destacándose la construcción de numerosas obras como viviendas, cisterna y red de agua potable, luz eléctrica, teléfonos, iglesia católica, etc. 
Además, esta Junta Vecinal brinda también asistencia a aproximadamente 40 familias que viven en parajes rurales cercanos, como El Campanario, El Portezuelo, Laguna Blanca, Las Salinas y Mallín Blanco. 

## Población
Contó con 268 habitantes (Indec, 2010), lo que representó un incremento del 23,5% frente a los 212 habitantes (Indec, 2001) del censo anterior. La población se compuso de 144 varones y 124 mujeres, lo que arrojó un índice de masculinidad del 116.13%. En tanto, las viviendas fueron 83.
El censo 2022 arrojó 43 viviendas con una población estable de 78 habitantes en la comisión de fomento.
| Gráfica de evolución demográfica de Colan Conhué entre 1991 y 2022 |
|                                                                    |
| Fuente: Censos nacionales del INDEC                                |